# Sauf le respect que je vous dois
Pour plus de détails, voir Fiche technique et Distribution.
Sauf le respect que je vous dois est un film français réalisé par Fabienne Godet, sorti en 2005.

## Synopsis
Après avoir pris en chasse les trois occupants d'une voiture, un automobiliste s'arrête sur le parking d'un hôtel-restaurant, où il tente de reprendre ses esprits. Il est alors abordé par une jeune femme, qui lui demande de bien vouloir la conduire à la gare. Quelque temps plus tôt. La quarantaine, François Durrieux vit à Nantes avec son épouse, Clémence, et leur fils unique, Benjamin. Cadre supérieur dans une imprimerie locale, il se soumet sans broncher au rythme de travail soutenu imposé par le directeur, Dominique Brunner. Son ami Simon Lacaze, qui refuse de sacrifier sa vie privée, est d'ailleurs le seul employé à oser s'opposer à certaines des directives patronales.

## Fiche technique
- Titre : Sauf le respect que je vous dois
- Réalisation : Fabienne Godet
- Scénario : Fabienne Godet, Juliette Sales et Franck Vassal
- Production : Bertrand Faivre et Sophie Quiédeville
- Budget : 1,99 million d'euros
- Musique : Dario Marianelli
- Photographie : Crystel Fournier
- Montage : Françoise Tourmen
- Décors : Delphine Mabed
- Costumes : Marine Chauveau
- Pays d'origine :  France
- Format : couleur - 1,85:1 - Dolby Surround - 35 mm
- Genre : drame
- Durée : 90 minutes
- Distributeur : K-Films Amérique (Québec)
- Dates de sortie : 2 octobre 2005 (festival Cinessonne), 15 février 2006 (France), 17 août 2007 (Québec)

## Distribution
- Olivier Gourmet : François Durrieux
- Dominique Blanc : Clémence Durrieux
- Julie Depardieu : Flora
- Marion Cotillard : Lisa
- Jeffrey Barbeau : Benjamin Durrieux
- Jean-Michel Portal : Simon Lacaze
- Jean-Marie Winling : Bruner
- Pascal Elso : Marc
- François Levantal : Jean
- Guy Lecluyse : Grégory
- Martine Chevallier : Julie
- Hans Meyer : Lunel
- Marie Piton : Agnès
- Yvan Garouel : Autre collègue
- Blandine Lenoir : Marie
- Yvon Martin : Un soignant

## Autour du film
- Le tournage s'est déroulé à Angers, à Nantes et à Paris.
- Sauf le respect que je vous dois marque la quatrième collaboration entre Olivier Gourmet et Dominique Blanc, après Ceux qui m'aiment prendront le train en 1998, Le Lait de la tendresse humaine en 2001 et Peau d'ange en 2002.
- Julie Depardieu et Marion Cotillard, qui avaient déjà collaboré en 2004 sur Un long dimanche de fiançailles, se sont retrouvées en 2006 sur Toi et moi.
- Le scénario du film s'inspire d'éléments tirés d'une expérience professionnelle de la réalisatrice[1].
- Sauf le respect que je vous dois est aussi le titre d'une chanson de Georges Brassens.